# Chiesa di Sant'Emidio (Agnone)
La chiesa di San'Emidio, detta popolarmente "duomo", è un edificio religioso di Agnone, in provincia di Isernia. Si trova all'ingresso del centro antico dal corso Vittorio Emanuele, in Largo Micca.

## Storia e descrizione
Fu realizzata in origine fuori le mura, poi inclusa nel circuito di Porta Maggiore, oggi scomparsa, da cui si accedeva da piazza XX Settembre. Le prime notizie risalgono al 1096, il casale delle "Civitelle" fu distrutto per costruire la chiesa. Alcuni pensano che la chiesa fu eretta dai mercanti di Ascoli Piceno, in onore di Sant'Emidio vescovo, loro patrono, protettore contro i terremoti. Nel XIII secolo la chiesa ospitò una seconda navata minore, e l'edificio rimase tale sino ai terremoti del '700 e soprattutto del 1805, quando vennero apportati dei restauri e modifiche interne, e il tamponamento delle originali finestre gotiche laterali, sostituite da finestroni più ampi.
Di recente la chiesa è stata restaurata, con il rifacimento del tetto della navatella barocca, al fine di conservare il prezioso soffitto ligneo dipinto posto all'interno. Nel 1995 fu visitata da papa Giovanni Paolo II in visita alla fonderia di campane Marinelli. La chiesa ha impianto rettangolare irregolare, per la presenza della navatella sud e della annessa biblioteca emidiana. Ciò che caratterizza l'accesso della chiesa è la monumentale facciata trecentesca, decorata da un grande portale gotico sovrastato da un oculo centrale, che forse ospitava una raggiera, e da una piccola edicola sulla sommità, a rilievo, che contiene la statuetta votiva di Samt'Emidio.

### Esterno
La critica si è soffermata sul particolare della facciata: il portale e il rosone sembrano appartenere alla scuola del lancianese Francesco Petrini, che a Lanciano realizzò i portali delle chiese di Santa Maria Maggiore e Sant'Agostino, e che in Molise fu attivo anche a Larino, realizzando la facciata del duomo, nel primo ventennio del '300. Malgrado alcuni critici hanno osservato delle imperfezioni nella figura dell'Agnus Dei, posta esattamente al di sotto della chiave della ghimberga, e al di sopra del raccordo centrale delle tre modanature dello strombo, ritenuto di fattura minore, e dunque attribuendo il portale all'altro scultore attivo nel basso vastese e nel Trigno, cioè Rogerio da Fregene, che realizzò a Vasto i portali della cattedrale di San Giuseppe e dell'ex chiesa di San Pietro, la critica comunque resta più concorde sul fatto che Petrini potesse aver realizzato il portale, dato che egli operò soltanto in cantieri di grande importanza, e Agnone nell'epoca angioina non era da meno, data l'importanza dei mercati.
Le somiglianze con gli altri lavori abruzzesi dello scultore riguardano la stessa identica impostazione delle modanature dello strombo, in colonne tortili, a spina di pesce, a punte di diamante traforate, alternate a eleganti cornici di fiorellini intagliati in piccoli conci quadrati di pietra, l'uso del bouquet federiciano dei capitelli di ciascuno stipite del portale, in questo caso lo scultore preferì la palmetta d'acanto, e infine la figura arrotondata e addolcita del leone rampante che sta sopra gli stipiti, poggiante in questo caso, e non negli altri lavori abruzzesi di Petrini, sopra una piccola mensola con la testa di telamone, la cui resa molto espressiva combacia perfettamente con i telamoni di Santa Maria Maggiore di Lanciano.
Il rosone è molto grande, una vetrata decora l'oculo, e una cornice superiore orna la circonferenza, interrompendosi a metà, il motivo è sempre molto simile al modello della scuola lancianese: la punta di diamante traforato, presente sia nel duomo di Larino, che nel duomo di Atessa e nella chiesa di Santa Lucia a Lanciano; questa cornice poggiava su delle colonne tortili, oggi andate perdute.
Il campanile retrostante è una torre quadrata, decorata nel Novecento con una cuspide piramidale.

### La croce stazionaria
Accanto al portale si trova una croce stazionaria, appoggiata sul fronte della chiesa; la croce si trova sopra una colonna ottagonale, sistemata su un capitello trecentesco capovolto, e utilizzato come base. La sezione ottagonale della colonne diviene quadrata per formare un capitello a base quadrata, sul quale appoggia la croce polilobata, listata sul bordo che contiene l'immagine di cristo crocifisso nella parte centrale, e rispettivamente San Giovanni evangelista e Maria dolente nei bracci laterali trilobati.
Il Cristo, dalla corporatura esile, ha le braccia allineate con il patibolo e i piedi sovrapposti, il capo dai lunghi capelli è senza corona di spine, è reclinato sulla destra, ed è circondato da un'aureola; in alto c'è il cartiglio con l'acronimo INRI, in basso sotto la croce il teschio di Adamo con tue tibie incrociate.

### Interni
L'interno è a due navate, si entra nella navata maggiore, a pianta quadrilatera irregolare, collegata con la navatella barocca mediante un grande arco a sesto acuto angioino, di cui è stata scoperta la colonna di modanatura, a tortiglione. Altri segni gotici si vedono nelle finestre tamponate, snelle e lunghe, terminanti a trilobo, e nell'arco trionfale d'altare, sempre a sesto acuto. Vario è il fastigio barocco degli altari laterali, del soffitto, dell'altare maggiore; gli altari, eccettuato quello a cappella della Madonna del Rosario, sono a tabernacolo ligneo, intagliato e dorato con colonne laterali a tortiglione, di scuola marchigiana, presso l'altare maggiore vi è la statua del Crocifisso con dietro il gruppo di statue dell'Ultima Cena, con Cristo al centro tra gli Apostoli.
Nella navatella laterale è interessante l'altare maggiore a tabernacolo ligneo dorato e intagliato, diviso in tre, con il gruppo della Sacra Famiglia, raffigurante le scene della Natività, la Sacra Famiglia al centro, e la Fuga in Egitto, e poi Cristo tra i Dottori. Le altre sculture lignee sono di Giovanni Duprè, e sua figlia Amalia: il Battesimo, l'Addolorata, Cristo risorto, San Francesco, Cristo moro, Busto di Dante Alighieri, poi le opere di Giulio Monteverde: il Crocifisso d'altare maggiore, una statua del XV secolo di Sant'Emidio con il modellino di Agnone sulla mano, un San Placido del XVIII secolo.

## Biblioteca Emidiana
Accessibile dalla navatella barocca della chiesa, la biblioteca fu fondata nel 1897, aperta al pubblico il 16 giugno 1901, con benedizione del vescovo di Trivento Monsignor Carlo Pietropaoli. Il sacerdote Angelo De Horatiss dotò la biblioteca di 700 volumi, anche il filologo agnonese Luigi Pannunzio contribuì ad arricchire la biblioteca di opere rare; un riordinamento del patrimonio librario c'è stato nel 2004; la biblioteca ebbe la'ultima grande donazione durante il periodo di direzione di don Filippo La Gamba dal 1963 al 2004.